# 1289 w literaturze
Wydarzenia literackie w 1289 roku.

## Urodzili się
- Afonso Sanches, portugalski poeta i trubadur (zm. 1328)

## Zmarli
- Petrus de Dacia, szwedzki pisarz (ur. ok. 1235)
- Jan z Parmy, włoski franciszkanin i pisarz (ur. ok. 1208)